# Siegfried Macholz
Siegfried Macholz (20 septembre 1890 à Memel - 25 mai 1975 à Hanovre) est un Generalleutnant allemand au sein de la Heer dans la Wehrmacht au cours de la Seconde Guerre mondiale.
Il a été récipiendaire de la Croix de chevalier de la Croix de fer. Cette décoration est attribuée pour récompenser un acte d'une extrême bravoure sur le champ de bataille ou un commandement militaire avec succès.

## Biographie
Siegfried Macholz s'engage dans l'armée le 24 février 1909 en tant que porte-drapeau et est promu lieutenant le 22 août 1910 avec le brevet du 22 août 1908 dans le 152e régiment d'infanterie (pl) (Marienbourg).
Siegfried Macholz est capturé par les forces britanniques en mai 1945 en Norvège. Il reste en captivité jusqu'en octobre 1947.

## Décorations
- Croix de fer (1914)
  - 2e classe
  - 1re classe
- Croix de chevalier de l'Ordre royal de Hohenzollern
- Croix d'honneur
- Agrafe de la Croix de fer (1939)
  - 2e classe
  - 1re classe
- Croix allemande en Or (19 décembre 1941)
- Croix de chevalier de la Croix de fer
  - Croix de chevalier le 16 octobre 1944 en tant que Generalleutnant et commandant de la 49. Infanterie-Division[1]

## Sources
Références
1. ↑  Fellgiebel 2000, p. 245.

Source
- (en) Cet article est partiellement ou en totalité issu de l’article de Wikipédia en anglais intitulé « Siegfried Macholz » (voir la liste des auteurs).

Bibliographie
- (de) Fellgiebel, Walther-Peer (2000) Die Träger des Ritterkreuzes des Eisernen Kreuzes 1939-1945, Friedburg, Allemagne : Podzun-Pallas.  (ISBN 3-7909-0284-5)
- Scherzer, Veit (2007). Ritterkreuzträger 1939–1945 Die Inhaber des Ritterkreuzes des Eisernen Kreuzes 1939 von Heer, Luftwaffe, Kriegsmarine, Waffen-SS, Volkssturm sowie mit Deutschland verbündeter Streitkräfte nach den Unterlagen des Bundesarchives. Jena, Allemagne: Scherzers Miltaer-Verlag.  (ISBN 978-3-938845-17-2).

Liens externes
- (en) « Siegfried Macholz sur Special Camp 11 »
- (en) « Siegfried Macholz sur TracesOfWar.com »